# Ommatius vankampeni
Ommatius vankampeni är en tvåvingeart som beskrevs av Meijere 1915. Ommatius vankampeni ingår i släktet Ommatius och familjen rovflugor. Inga underarter finns listade i Catalogue of Life.